# Leptomorphus hyalinus
Leptomorphus hyalinus är en tvåvingeart som beskrevs av Daniel William Coquillett 1901. Leptomorphus hyalinus ingår i släktet Leptomorphus och familjen svampmyggor. Inga underarter finns listade i Catalogue of Life.